# زبان مصری محاوره‌ای
زبان مصری محاوره‌ای یا زبان مصری نو (به مصری محاوره‌ای: اللغه المصریه الحدیثه) یکی از زبان‌های متأثر از عربی است که در دلتای نیل در مصر سفلی رایج می‌باشد. بسیاری از زبانشناسان از کاربرد اصطلاح عربی برای این زبان پرهیز نموده و زبان مصری محاوره‌ای را عنوان دقیقتری برای توصیف آن می‌دانند هرچند این زبان نباید با زبان مصری کهن که یک زبان نامتاثر از عربی بوده است یکسان در نظر گرفته شود. زبان عربی در پی فتح مصر به دست مسلمانان و گسترش اسلام در قرن هفتم میلادی در مصر رایج شد و منجر به زایش زبان مصری محاوره‌ای شد که دستور زبان آن در بسیاری از موارد با عربی قدیم متفاوت است. زبان قبطی که زبان اولیه بومیان مصر پیش از عربی بود، در دستور و واژگان بسیار بر این زبان تأثیر گذاشته است.
زبان مصری محاوره‌ای، زبان دوم مشترک بین تمام عرب‌هاست و دلیل آن وجود انبوه فیلم‌ها، برنامه‌های تلویزیونی و رادیویی، ترانه‌ها و منابع به این زبان است. لهجهٔ قاهره‌ای غالب‌ترین لهجهٔ این زبان است. گرچه زبان مصری محاوره‌ای یک زبان محاوره‌ای است، گونهٔ نوشتاری آن در رمان‌ها، نمایش نامه‌ها و شعرها (ادبیات بومی) و همچنین در کمیک‌ها، تبلیغات، برخی از روزنامه‌ها و رونوشت‌های آهنگ‌های محبوب استفاده می‌شود. در حالی که در بیشتر رسانه‌های نوشتاری و گزارش‌های خبری تلویزیونی، عربی نوین معیار کاربرد دارد.

## نام
زبان مصری محاوره‌ای بسته به موقعیت نام‌های متفاوتی دارد؛ مردم مصر در برابر زبان‌های غیرعربی، به زبانشان عربی، در برابر عربی معیار بدان مصری محاوره‌ای (العامیه المصریه) و در برابر سایر گویش‌های عربی بدان مصری یا گویش مصری (اللهجه المصریه) می‌گویند. گاه عبارت زبان مصری نو (اللغه المصریه الحدیثه) نیز برای آن کاربرد دارد. در انگلیسی عبارت «عربی قاهره‌ای» نیز که لهجه‌ای از گویش مصری است، گاه برای کل خانواده به کار می‌رود.

## پراکندگی
شمار گویشوران زبان مصری محاوره‌ای ۵۱ میلیون نفر تخمین زده می‌شود که ۴۹ میلیون نفر از آن‌ها در مصر هستند و سایرین به صورت جوامع مهاجر در سایر خاورمیانه، اروپا، آمریکای شمالی، آمریکای لاتین، استرالیا و جنوب شرق آسیا پراکنده هستند. در میان زبان‌های محاوره‌ای متأثر از عربی، زبان مصری محاوره‌ای (بر پایهٔ لهجهٔ قاهره) به دو دلیل زبان میانجی سایر نقاط جهان عرب است؛ یکی گسترش و محبوبیت فیلم‌ها و سایر رسانه‌های مصری در منطقه از اوایل قرن بیستم و دیگری شمار زیاد معلمان و اساتید مصری که برای تنظیم سیستم‌های آموزشی و تدریس به دانش‌آموزان به کشورهای مختلف شبه‌جزیره عربستان و الجزایر و لیبی منتقل شدند. همچنین بسیاری از هنرمندان لبنانی به زبان مصری محاوره‌ای و لبنانی آواز می‌خوانند. زبان مصری نوی معیار هنگام استفاده در اسناد، رسانه‌ها، سخنرانی‌ها و بعضاً به منظور عبادت، همان زبان مصری محاوره‌ای قاهره‌ای است که دارای وام‌واژه‌هایی از عربی نوین معیار است.

## واژگان
بسیاری از واژگان زبان مصری محاوره‌ای با زبان عربی معیار تفاوت دارد که در زیر به برخی از آن‌ها اشاره شده است:
| مصری          | عربی معیار | فارسی | ریشه واژه                |
| ------------- | ---------- | ----- | ------------------------ |
| بوسة          | تقبیل      | بوسه  | زبان فارسی: بوسه         |
| اوده          | غرفة       | اتاق  | زبان ترکی استانبولی: Oda |
| جمبری (گمبری) | روبیان     | میگو  | زبان ایتالیایی: Gamberi  |
| کفر           | قریه       | روستا | زبان عبری: כפר           |
| ترابیزه       | طاولة      | میز   | زبان یونانی: Τραπέζι     |
| بولیس         | شرطة       | پلیس  | زبان انگلیسی: Police     |

### وام‌واژه‌ها
وام‌واژه‌های بسیاری از زبان‌های مختلف به زبان مصری محاوره‌ای راه یافته‌اند همچون:
قبطی
- شونة (Ϣⲱⲛⲁ)

ایتالیایی
- جمبری (Gamberi)
- ڤاترینة (Vetrina)
- بلیاتشو (Pagliaccio)
- جونیلّة (Gonella)
- جوانتی (Guanti)
- لینیا (Linea)
- بیاصة (Piazza)
- بَسطة (Pasta)
- مازورة (Misura)
- بانیو (Bagno)

انگلیسی
- بولیس (Police)
- تُرمای \ تراموای \ ترام (Tram way/Tram)
- لوری (Lorry)
- شورت(Short)
- أُورِّدی (Already)
- تِرِنج (Training Suit)
- کانز / کان (Can)
- هجص / هجّاص (Hocus / Hoax)
- ستوب (Stop)
- ألیط (Elite)

ترکی استانبولی
- أیوه (Evet)
- باشا (Paşa)
- بقشیش (Bahşiş)
- برضو (Bir de)
- دُغرِی (Doğru)
- شفتشی (Çiftçi)
- أراجوز (Karagöz)
- بَوَظَان (Bozan)
- هشّک (Beşik)
- خنسیس (Kansız)
- کوبری (Köprü)
- جمرک (Gümrük)
- أنَّة (Anne)
- اوده (Oda)
- سونکی (Süngü)

فارسی
- ترزی (درزی)
- بوسة (بوسیدن)
- طرشی (ترشی)
- بَخت (بخت)
- بَنْدَر (بندر)
- أستاذ (استاد)
- سرایا (سرای)
- أجزاخانة (داروخانه)
- شنطة (چنته)
- شنکل (چنگال)
- جنزیر (زنجیر)
- خردة (خرده)
- دولاب (دولاب)
- أوسطة (استا)
- سواری (سواری)
- بشکیر (پیشگیری)

فرانسوی
- چیبة (Jupe)
- إیشارب (Écharpe)
- دریکسیون (Direction)
- کوافیر (Coiffeur)
- نمرة (Numéro)
- کارت \ کارنیه (Carte / Carnet)
- سشوار (Séchoir)
- می‌رسی (Merci)
- تانت (Tante)
- أنتیم (Intime)

یونانی
- ترابیزة (Τραπέζι)
- لیمان (λιμάνι)
- فانوس (φανός)
- فراولة (φράουλα)
- کنبة (καναπές)

## الفبا
| حرف | نام          | IPA         | توضیحات             |
| --- | ------------ | ----------- | ------------------- |
| ا   | الف          | æ(:) / ɑ(:) |                     |
| ب   | باء          | b / bˤ      | همانند فارسی        |
| ت   | تاء          | t           | همانند فارسی        |
| ث   | ثاء          | t           | همانند/ت/ در فارسی  |
| ج   | جیم          | g           | همانند /گ/ در فارسی |
| ح   | حاء          | ħ           |                     |
| خ   | خاء          | x           | همانند فارسی        |
| د   | دال          | d           | همانند فارسی        |
| ذ   | ذال          | d           | همانند /د/ در فارسی |
| ر   | راء          | ɾ~r         |                     |
| ز   | زاء          | z           | همانند فارسی        |
| س   | سین          | s           | همانند فارسی        |
| ش   | شین          | ʃ           | همانند فارسی        |
| ص   | صاد          | s           | همانند /س/ در فارسی |
| ض   | ضاد          | d           | همانند /د/ در فارسی |
| ط   | طاء          | t           | همانند /ت/ در فارسی |
| ظ   | ظاء          | d           | همانند /د/ در فارسی |
| ع   | عین          | ʕ           |                     |
| غ   | غین          | ɣ           |                     |
| ف   | فاء          | f           | همانند فارسی        |
| ق   | قاف          | ʔ           | همانند /ء/ در فارسی |
| ک   | کاف          | k           | همانند فارسی        |
| ل   | لام          | l           | همانند فارسی        |
| م   | میم          | m           | همانند فارسی        |
| ن   | نون          | n           | همانند فارسی        |
| ه   | هاء          | h           | همانند فارسی        |
| و   | واو          | w           |                     |
| ی   | یاء          | j           | همانند فارسی        |
| پ   | به بثلاث نقط | p           | همانند فارسی        |
| چ   | جیم المثلثة  | ʒ           | همانند /ژ/ در فارسی |
| ڤ   | فه بثلاث نقط | v           | همانند /و/ در فارسی |
| ء   | همزة         | ʔ           | همانند فارسی        |

## دستور زبان

### جمله حاضر و جمله آینده
| فاعل | پیشوند | فعل | پسوند | مفعول   |
| ---- | ------ | --- | ----- | ------- |
| انا  | بـ     | روح | -     | المدرسه |

- انا بروح المدرسه: این جمله به معنای "من به مدرسه می‌روم" است.

پسوندهایی که در این زبان استفاده می‌شود، عبارتند از:
| ضمیر              | پسوند حاضر | پسوند آینده |
| ----------------- | ---------- | ----------- |
| انا (من)          | بـ         | حـ          |
| احنا (ما)         | بنـ        | حنـ         |
| انت (تو - مذکر)   | بتـ        | حتـ         |
| آنتی (تو - مادین) | بتـ        | حتـ         |
| انتو (شما)        | بتـ        | حتـ         |
| هو (او - مذکر)    | بیـ        | حیـ         |
| هی (او - مادین)   | بتـ        | حتـ         |
| همه               | بیـ        | حیـ         |

پسوند دوم فقط با سه ضمیر استفاده می‌شود:
| ضمیر | پسوند |
| ---- | ----- |
| آنتی | ـی    |
| انتو | ـو    |
| همه  | ـو    |

مثال:
- هی بتشتغل فی ایران: [ˈhej:æ bteʃˈtæɣæl feʔɪˈɾɑ:n] او در ایران کار می‌کند

1. فاعل: هی  [ˈhej:æ]
2. پسوند: بـ
3. فعل: تشتغل [beteʃˈtæɣæl]
4. پسوند دوم: ندارد
5. مفعول: ایران
6. فی: در.

- همه بیسافرو لمصر: آنها به مصر سفر می‌کنند

1. فاعل: همه
2. پسوند: بـ
3. فعل: یسافر
4. پسوند دوم: ـو
5. مفعول: مصر
6. لمصر: به